# Wincenty Drabik

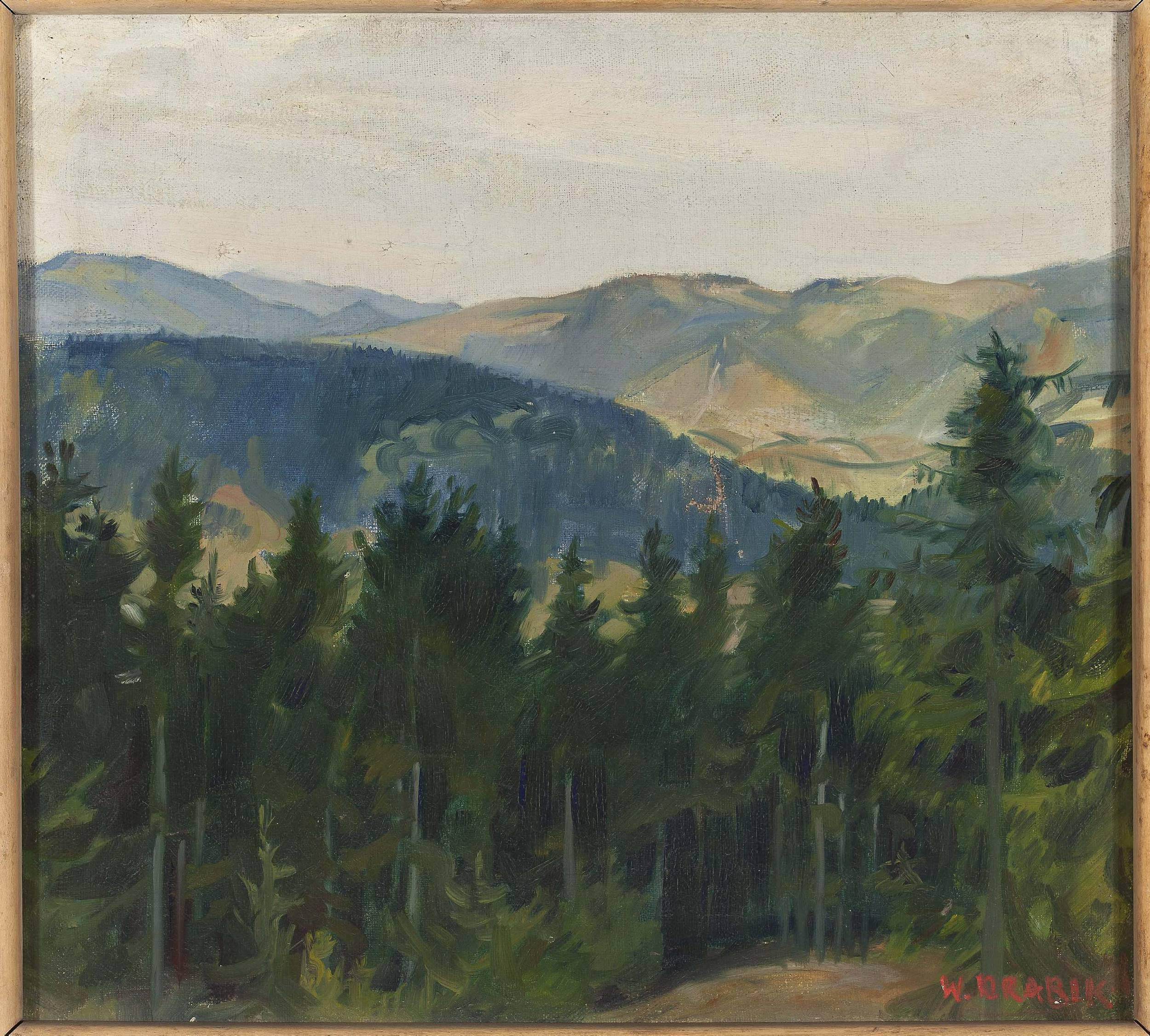
Krajobraz górski ok. 1905

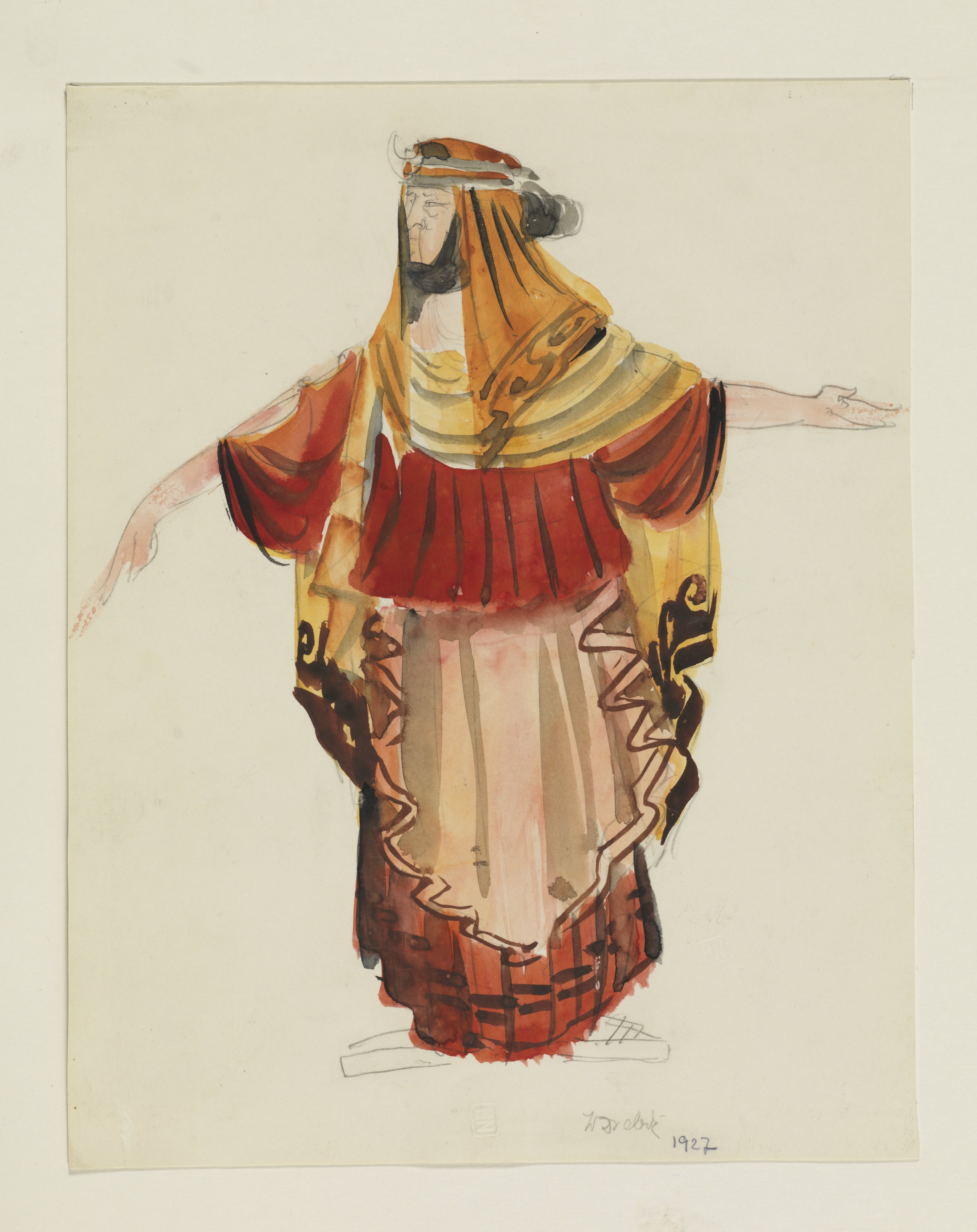
Wincenty Drabik, projekt kostiumu kapłana do sztuki „Król Agis” J. Słowackiego

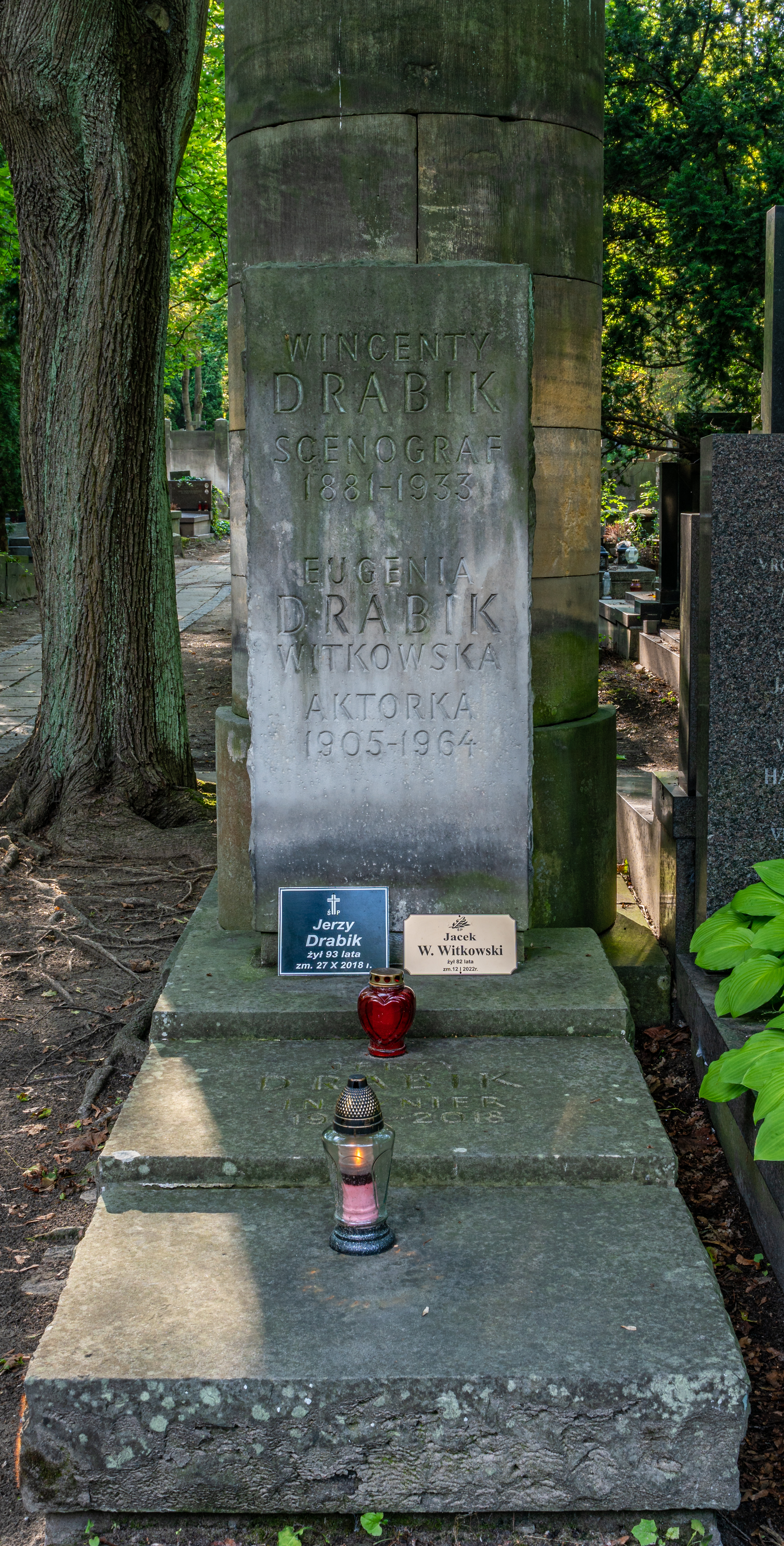
Grób Wincentego Drabika na cmentarzu Powązkowskim

Wincenty Drabik (ur. 13 listopada 1881 w Jaworznie, zm. 1 lipca 1933 w Warszawie) – polski malarz, scenograf; autor 307 dekoracji teatralnych.

## Życiorys
Urodził się w rodzinie Franciszka, górnika, i Katarzyny z Kozakiewiczów. Od 1896 uczył się malarstwa w Szkole Przemysłowej w Krakowie. Następnie studiował w krakowskiej Szkole Sztuk Pięknych (przemianowanej w 1900 r. na Akademię) u Józefa Mehoffera i Stanisława Wyspiańskiego, który wywarł na niego najsilniejszy wpływ. W 1901 malował dekoracje oraz występował dorywczo pod ps. Kibard w Teatrze Ludowym w Krakowie. W 1903 przeniósł się do Wiednia, gdzie w Kunstgewerbeschule uczył się techniki malarstwa scenicznego.
W 1905 rozpoczął pracę w Teatrze Miejskim we Lwowie. W 1909 przeniósł się do Warszawy, gdzie w 1911 wykonał pierwsze samodzielne prace dla Teatru Artystycznego. W 1913 został zaangażowany do Teatru Polskiego, prowadzonego przez Arnolda Szyfmana. Dla tej sceny przygotował ponad 70 inscenizacji, m.in.: „Juliusza Cezara” (1914), i „Koriolana” (1919) Szekspira, „Wyzwolenie” Wyspiańskiego (1918), „Nie-Boską komedię” Krasińskiego (1920), i „Mieszczanina szlachcicem” Moliera (1920). Od 1919 współpracował też z Teatrem Wielkim w Warszawie, opracowując scenografię do „Pana Twardowskiego” Różyckiego (1921), „Don Juana” Zorilli (1924), „Turandot” Pucciniego (1932). Zaprojektował łącznie 307 scenografii teatralnych. Projektował też scenografie do filmów.
Początkowo scenografie Drabika były realizowane w stylu impresjonistycznym i odznaczały się malarską i kolorystyczną żywiołowością. Później artysta tworzył przede wszystkim w stylu ekspresjonistycznym. Drabik rozwijał, zapoczątkowane przez swojego mistrza – Wyspiańskiego, tendencje folklorystyczne w polskiej scenografii, czerpiąc z folkloru krakowskiego i podhalańskiego oraz liturgii kościelnej. Jego pełne ekspresji scenografie, w których jako środka wyrazu używał gry świateł dominowały przedstawienia i zyskały określenie Drabikowsich dekoracji.
Twórca zajmował się także pracą pedagogiczną. W latach 1917–1918 wykładał w Szkole Sztuk Pięknych w Kijowie, a od 1918 aż do śmierci uczył w warszawskiej Szkole Sztuk Pięknych.
Zmarł nagle wskutek nieudanej operacji stomatologicznej. Został pochowany na cmentarzu Powązkowskim (kwatera 196-5-30).
Był mężem Michaliny z Langów, ojcem Eugenii i Jerzego.

## Ordery i odznaczenia
- Krzyż Oficerski Orderu Odrodzenia Polski (27 listopada 1929)[4]
- Złoty Krzyż Zasługi (pośmiertnie, 26 sierpnia 1933)[5]